# Hannibal Mejbri
Hannibal Mejbri (in arabo حنبعل المجبري‎?; Ivry-sur-Seine, 21 gennaio 2003) è un calciatore francese naturalizzato tunisino, centrocampista del Burnley e della nazionale tunisina.

## Caratteristiche tecniche
Esordisce come trequartista, ma col tempo viene iniziato ad adattare anche come centrale in un centrocampo a 4 assumendo funzioni prettamente da regista. Agile nelle movenze e dotato di una tecnica sopraffina, è abile nell'impostare l'azione e si propone molto anche in zona offensiva riuscendo spesso a trovare i tempi giusti per l'ultimo passaggio 

## Carriera

### Club

#### Gli inizi, Manchester United
Nato ad Ivry-sur-Seine, nel 2009 entra a far parte del settore giovanile del Paris FC, dove rimane fino al 2017 scalando le varie selezioni; dopo un breve passaggio al Boulogne-Billancourt nel 2018 viene acquistato dal Monaco per un milione di euro.
L'11 agosto 2019 viene acquistato a titolo definitivo dal Manchester Utd; inizialmente aggregato all'Under-18, viene ben presto promosso nella formazione Under-23.
Il 20 maggio 2021 viene premiato come miglior giocatore dell'Academy dei Red Devils e tre giorni più tardi debutta fra i professionisti giocando i minuti finali dell'incontro di Premier League vinto 2-1 contro il Wolverhampton.

#### Prestiti a Birmingham City e Siviglia
Il 29 agosto 2022, venne ceduto in prestito stagionale al Birmingham City. Il 31 maggio 2023, è tornato al Manchester United dopo la scadenza del prestito.
Il 16 settembre 2023 segna il suo primo gol in Premier League con la maglia del Manchester United nella partita persa 3-1 contro il Brighton; Il 3 ottobre ha esordito in Champions League da titolare contro il Galatasaray.
Il 15 gennaio 2024 passa in prestito fino al termine della stagione, con diritto di riscatto e contro riscatto, al Siviglia. Finita la stagione torna a Manchester, dove rimane solo durante l'inizio di stagione.

#### Burnley
Il 28 agosto 2024 viene acquistato a titolo definitivo dal Burnley, con cui sottoscrive un contratto quadriennale valido fino al 30 giugno 2028.

### Nazionale

#### Francia
Mejbri ha disputato 12 partite con la Francia a livello Under-16 e 3 partite con la Francia Under-17.
È stato convocato per la prima volta con la Francia Under-16 nel settembre 2018. Ha debuttato il 25 settembre 2018, in una sconfitta per 3-2 contro la Danimarca. Ha segnato un gol il 22 aprile 2019, in una vittoria per 4-0 contro la Costa d'Avorio. Nello stesso anno è stato convocato per la prima volta nella nazionale Under-17. Ha segnato due gol nel suo debutto con la squadra il 22 ottobre 2019, in una vittoria per 8-0 contro Gibilterra nelle qualificazioni al Campionato Europeo Under-17 del 2020.

#### Tunisia

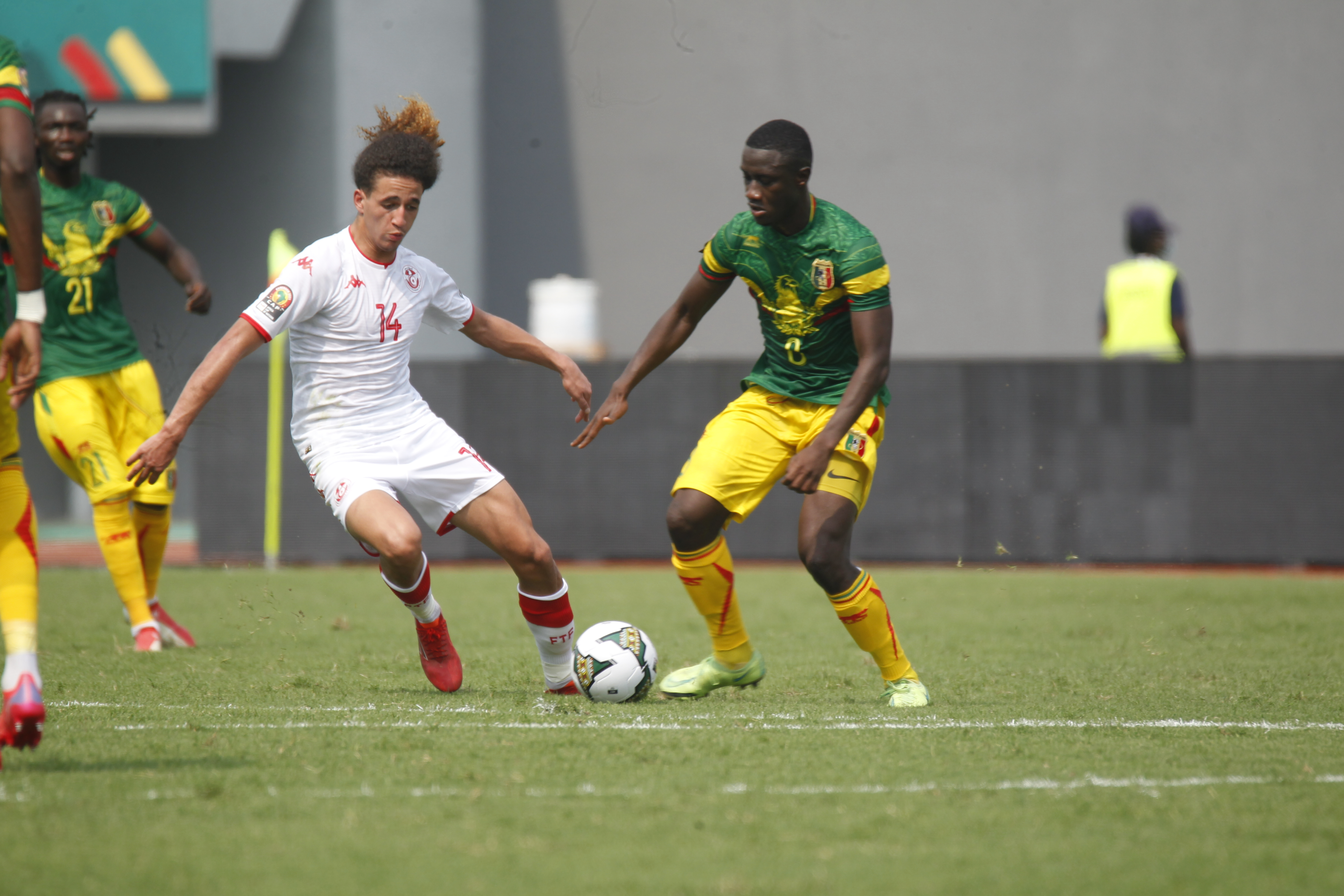
Mejbri che gioca per la Tunisia contro il Mali alla Coppa d'Africa 2021.

Dopo l'esperienza nelle varie selezioni giovanili francesi, il 28 maggio 2021 decide di optare per la nazionale tunisina rispondendo alla convocazione da parte del CT Mondher Kebaier. Debutta il 5 giugno nell'amichevole vinta 1-0 contro la RD del Congo. e scegliendo così di rappresentare la nazione dei suoi genitori.
Ha debuttato il 5 giugno 2021, subentrando all'inizio del secondo tempo contro la Repubblica Democratica del Congo.
Nel novembre seguente viene convocato per prendere parte alla Coppa araba FIFA 2021., debuttando contro la Mauritania nella prima partita del girone e venendo nominato Uomo partita nella terza partita del girone contro gli Emirati Arabi Uniti. È stato nuovamente nominato miglior giocatore nella semifinale contro l'Egitto. Ha giocato quasi tutto il tempo regolare della finale della Coppa Araba (88 minuti), prima di essere sostituito da Mohamed Ali Ben Romdhane.
È stato nominato due volte Rivelazione africana dell'anno ai premi Africa d'Or, nel 2021 e nel 2022.
Nel 2022 viene convocato per prendere parte ai Mondiali, in cui scende in campo contro la Danimarca.

## Statistiche

### Presenze e reti nei club
Statistiche aggiornate al 23 novembre 2024.
| Stagione                 | Squadra                  | Campionato               | Campionato | Campionato | Coppe nazionali | Coppe nazionali | Coppe nazionali | Coppe continentali | Coppe continentali | Coppe continentali | Altre coppe | Altre coppe | Altre coppe | Totale | Totale | Totale |
| Stagione                 | Squadra                  | Comp                     | Pres       | Reti       | Comp            | Pres            | Reti            | Comp               | Pres               | Reti               | Comp        | Pres        | Reti        | Pres   | Reti   |        |
| ------------------------ | ------------------------ | ------------------------ | ---------- | ---------- | --------------- | --------------- | --------------- | ------------------ | ------------------ | ------------------ | ----------- | ----------- | ----------- | ------ | ------ | ------ |
| 2020-2021                | Manchester Utd           | PL                       | 1          | 0          | FACup+CdL       | 0               | 0               | UCL+UEL            | -                  | -                  | FLT         | 4           | 1           | 5      | 1      |        |
| 2021-2022                | Manchester Utd           | PL                       | 2          | 0          | FACup+CdL       | 0               | 0               | UCL                | -                  | -                  | FLT         | 1           | 0           | 3      | 0      |        |
| 2022-2023                | Birmingham City          | FLC                      | 38         | 1          | FACup+CdL       | 3+0             | 0               | -                  | -                  | -                  | -           | -           | -           | 41     | 1      |        |
| 2023-gen. 2024           | Manchester Utd           | PL                       | 5          | 1          | FACup+CdL       | 1+2             | 0               | UCL                | 2                  | 0                  | -           | -           | -           | 10     | 1      |        |
| Totale Manchester United | Totale Manchester United | Totale Manchester United | 8          | 1          |                 | 3               | 0               |                    | 2                  | 0                  |             | 5           | 1           | 18     | 2      |        |
| gen.-giu. 2024           | Siviglia                 | PD                       | 6          | 0          | CR              | -               | -               | UCL                | -                  | -                  | SU          | -           | -           | 6      | 0      |        |
| 2024-2025                | Burnley                  | FCL                      | 11         | 0          | FACup+CdL       | 0+1             | 0               | -                  | -                  | -                  | -           | -           | -           | 12     | 0      |        |
| Totale carriera          | Totale carriera          | Totale carriera          | 63         | 2          |                 | 7               | 0               |                    | 2                  | 0                  |             | 5           | 1           | 77     | 3      |        |

### Cronologia presenze e reti in nazionale
| Cronologia completa delle presenze e delle reti in nazionale ― Tunisia | Cronologia completa delle presenze e delle reti in nazionale ― Tunisia | Cronologia completa delle presenze e delle reti in nazionale ― Tunisia | Cronologia completa delle presenze e delle reti in nazionale ― Tunisia | Cronologia completa delle presenze e delle reti in nazionale ― Tunisia | Cronologia completa delle presenze e delle reti in nazionale ― Tunisia | Cronologia completa delle presenze e delle reti in nazionale ― Tunisia | Cronologia completa delle presenze e delle reti in nazionale ― Tunisia |
| Data                                                                   | Città                                                                  | In casa                                                                | Risultato                                                              | Ospiti                                                                 | Competizione                                                           | Reti                                                                   | Note                                                                   |
| ---------------------------------------------------------------------- | ---------------------------------------------------------------------- | ---------------------------------------------------------------------- | ---------------------------------------------------------------------- | ---------------------------------------------------------------------- | ---------------------------------------------------------------------- | ---------------------------------------------------------------------- | ---------------------------------------------------------------------- |
| 5-6-2021                                                               | Radès                                                                  | Tunisia                                                                | 1 – 0                                                                  | RD del Congo                                                           | Amichevole                                                             | -                                                                      | 46’                                                                    |
| 11-6-2021                                                              | Radès                                                                  | Tunisia                                                                | 0 – 2                                                                  | Algeria                                                                | Amichevole                                                             | -                                                                      | 78’                                                                    |
| 15-6-2021                                                              | Radès                                                                  | Tunisia                                                                | 1 – 0                                                                  | Mali                                                                   | Amichevole                                                             | -                                                                      | 70’                                                                    |
| 30-11-2021                                                             | Al Rayyan                                                              | Tunisia                                                                | 5 – 1                                                                  | Mauritania                                                             | Coppa araba FIFA 2021 - 1º turno                                       | -                                                                      | 64’                                                                    |
| 3-12-2021                                                              | Al Khawr                                                               | Siria                                                                  | 2 – 0                                                                  | Tunisia                                                                | Coppa araba FIFA 2021 - 1º turno                                       | -                                                                      |                                                                        |
| 6-12-2021                                                              | Doha                                                                   | Tunisia                                                                | 1 – 0                                                                  | Emirati Arabi Uniti                                                    | Coppa araba FIFA 2021 - 1º turno                                       | -                                                                      | 82’                                                                    |
| 10-12-2021                                                             | Al Rayyan                                                              | Tunisia                                                                | 2 – 1                                                                  | Oman                                                                   | Coppa araba FIFA 2021 - Quarti di finale                               | -                                                                      | 89’                                                                    |
| 15-12-2021                                                             | Doha                                                                   | Tunisia                                                                | 1 – 0                                                                  | Egitto                                                                 | Coppa araba FIFA 2021 - Semifinale                                     | -                                                                      | 81’                                                                    |
| 18-12-2021                                                             | Al Khawr                                                               | Tunisia                                                                | 0 – 2 dts                                                              | Algeria                                                                | Coppa araba FIFA 2021 - Finale                                         | -                                                                      | 88’                                                                    |
| 12-1-2022                                                              | Limbe                                                                  | Tunisia                                                                | 0 – 1                                                                  | Mali                                                                   | Coppa d'Africa 2021 - 1º turno                                         | -                                                                      | 46’                                                                    |
| 20-1-2022                                                              | Limbe                                                                  | Gambia                                                                 | 1 – 0                                                                  | Tunisia                                                                | Coppa d'Africa 2021 - 1º turno                                         | -                                                                      | 68’ 90+2’                                                              |
| 29-3-2022                                                              | Radès                                                                  | Tunisia                                                                | 0 – 0                                                                  | Mali                                                                   | Qual. Mondiali 2022                                                    | -                                                                      | 90+1’                                                                  |
| 2-6-2022                                                               | Radès                                                                  | Tunisia                                                                | 4 – 0                                                                  | Guinea Equatoriale                                                     | Qual. Coppa d'Africa 2023                                              | -                                                                      | 32’ 79’                                                                |
| 5-6-2022                                                               | Francistown                                                            | Botswana                                                               | 0 – 0                                                                  | Tunisia                                                                | Qual. Coppa d'Africa 2023                                              | -                                                                      | 90+1’                                                                  |
| 10-6-2022                                                              | Kōbe                                                                   | Cile                                                                   | 0 – 2                                                                  | Tunisia                                                                | Amichevole                                                             | -                                                                      | 79’                                                                    |
| 14-6-2022                                                              | Suita                                                                  | Giappone                                                               | 0 – 3                                                                  | Tunisia                                                                | Amichevole                                                             | -                                                                      | 77’                                                                    |
| 22-9-2022                                                              | Orléans                                                                | Comore                                                                 | 0 – 1                                                                  | Tunisia                                                                | Amichevole                                                             | -                                                                      | 81’                                                                    |
| 27-9-2022                                                              | Parigi                                                                 | Brasile                                                                | 5 – 1                                                                  | Tunisia                                                                | Amichevole                                                             | -                                                                      | 90’                                                                    |
| 16-11-2022                                                             | Al Rayyan                                                              | Tunisia                                                                | 2 – 0                                                                  | Iran                                                                   | Amichevole                                                             | -                                                                      |                                                                        |
| 22-11-2022                                                             | Al Rayyan                                                              | Danimarca                                                              | 0 – 0                                                                  | Tunisia                                                                | Mondiali 2022 - 1º turno                                               | -                                                                      | 80’                                                                    |
| 24-3-2023                                                              | Radès                                                                  | Tunisia                                                                | 3 – 0                                                                  | Libia                                                                  | Qual. Coppa d'Africa 2023                                              | -                                                                      | 83’                                                                    |
| 28-3-2023                                                              | Bengasi                                                                | Libia                                                                  | 0 – 1                                                                  | Tunisia                                                                | Qual. Coppa d'Africa 2023                                              | -                                                                      |                                                                        |
| 17-6-2023                                                              | Malabo                                                                 | Guinea Equatoriale                                                     | 1 – 0                                                                  | Tunisia                                                                | Qual. Coppa d'Africa 2023                                              | -                                                                      | 90+2’                                                                  |
| 20-6-2023                                                              | Annaba                                                                 | Algeria                                                                | 1 – 1                                                                  | Tunisia                                                                | Amichevole                                                             | -                                                                      | 76’                                                                    |
| 7-9-2023                                                               | Radès                                                                  | Tunisia                                                                | 3 – 0                                                                  | Botswana                                                               | Qual. Coppa d'Africa 2023                                              | -                                                                      | 61’                                                                    |
| 12-9-2023                                                              | Il Cairo                                                               | Egitto                                                                 | 1 – 3                                                                  | Tunisia                                                                | Amichevole                                                             | -                                                                      | 82’                                                                    |
| 13-10-2023                                                             | Seul                                                                   | Corea del Sud                                                          | 4 – 0                                                                  | Tunisia                                                                | Amichevole                                                             | -                                                                      | 65’                                                                    |
| 11-10-2024                                                             | Radès                                                                  | Tunisia                                                                | 0 – 1                                                                  | Comore                                                                 | Qual. Coppa d'Africa 2025                                              | -                                                                      | 73’                                                                    |
| 15-10-2024                                                             | Abidjan                                                                | Comore                                                                 | 1 – 1                                                                  | Tunisia                                                                | Qual. Coppa d'Africa 2025                                              | -                                                                      | 86’                                                                    |
| 14-11-2024                                                             | Pretoria                                                               | Madagascar                                                             | 2 – 3                                                                  | Tunisia                                                                | Qual. Coppa d'Africa 2025                                              | -                                                                      | 64’                                                                    |
| 19-3-2025                                                              | Monrovia                                                               | Liberia                                                                | 0 – 1                                                                  | Tunisia                                                                | Qual. Mondiali 2026                                                    | -                                                                      | 76’                                                                    |
| 24-3-2025                                                              | Radès                                                                  | Tunisia                                                                | 2 – 0                                                                  | Malawi                                                                 | Qual. Mondiali 2026                                                    | -                                                                      | 90+1’                                                                  |
| 6-6-2025                                                               | Fès                                                                    | Marocco                                                                | 2 – 0                                                                  | Tunisia                                                                | Amichevole                                                             | -                                                                      | 17’                                                                    |
| Totale                                                                 |                                                                        | Presenze                                                               | 33                                                                     |                                                                        | Reti                                                                   | 0                                                                      |                                                                        |